# Œufs à l'oseille
Les œufs à l'oseille sont une vieille association de la cuisine française que l'on retrouve aujourd'hui dans d'autres pays,  qui se divise, selon le degré de cuisson des œufs, en œufs durs à l'oseille - forme traditionnelle - et en œufs mollets à l'oseille (pochés, sur le plat, en cocotte, etc.).

## Histoire

### Œufs durs
Dès le XVIIe siècle l'œuf à l'oseille est au Dictionnaire de l'Académie française. La Marquise de Sévigné (avril 1671) mange « ses petits œufs frais à l'oseille ». L'Art de bien traiter (1674) du Sieur Rolland en donne la recette à base d'œufs durs: «Etant durcis coupez les de tel sens que vous voudrez et en garnissez votre oseille, je ne vois point de garniture à ce plat que des asperges en pois verts». Le Recueil instructif et amusant, de tout ce qui peut le plus contribuer à vivre avec aisance (1767) fait cuire de l'oseille avec des laitues, et fait une sauce de jaunes d'œufs et de crème puis y pose les œufs durs coupés par quartiers.
Les œufs durs à l'oseille traversent l'histoire sans évoluer sensiblement, Jules Gouffé (1867) pose ses œufs durs sur une garniture à l'oseille qui est de l'oiselle cuite liée de beurre, de farine, de bouillon et d'œufs battus dans du lait, la recette est quasi inchangée dans le Dictionnaire de cuisine et de gastronomie (1986) ou chez Paul Bocuse (1984).
Les œufs farcis à l'oseille (Edmond Richardin, 1913) sont des œufs durs farcis de leur jaune écrasé dans l'oseille cuite et muscadée. Curnonsky (Cuisine et vins de France - 1986) en donne une version à l'oseille et à la tomate.

### Œufs mollets
En 1755, Menon donne les Œufs à la Folette parent d'une sorte d'œuf Orsini à l'oseille, Uova alla Folette chez Francesco Leonardi en 1790: «Poser un petit ragoût de farce d'oseille bien lié et nourri de beurre dans le fond du plat; cassez dessus une demi-douzaine d'œufs; couvrez-les avec quatre blancs d'œufs fouettés mêlés de beurre, sel, poivre; faites prendre couleur au four» tempéré et servir immédiatement (ajoute Leonardi). 
Au XIXe siècle avec le Manuel de la cuisine (1811) apparaissent les Œufs douillets entiers (œufs à la coque cuits 5 min) sur une farce d’oseille, de laitue ou de chicorée, «comme des œufs pochés auxquels beaucoup de personnes les préfèrent». Carème valide l'innovation et sert des œufs pochés à la purée d'oseille (1822) qui tendent chez Jourdan Lecointe (1844) à se rapprocher des œufs miroir sur une purée d'oseille. Ils entrent comme hors d'œuvre chaud dans le menus des restaurants. Suivent en 1825 ( Manuel de gastronomie) des œufs brouillés (pas trop cuits) à l'oseille avec muscade et garnis de croutons et en 1856 Antoine Gogué mentionne l'omelette à l'oseille. Au XIXe siècle apparaissent les œufs cocotte à l'oseille, la quiche à l'oseille. A. Bautte, le plus prolixe, fait des œufs au plat à l'oseille avec crème et parmesan, des œufs frits à l'oseille, des œufs durs farcis frits à l'oseille.

### Vertus des œufs à l'oseille
Rumex acetosa la plus commune en France est - écrit Storia compendiosa delle piante usuali en 1808 - «l'un des aliments les plus utiles pour ceux qui ont un tempérament bilieux. Les feuilles sont les plus susceptibles de modérer la fermentation du sang, leur acidité tempère la bile et calme l'ardeur d'une fièvre continue; modèrent la soif, et soulagent grandement les grincheux. [ ] Les œufs fourrés à l'oseille, ou l'omelette dans laquelle on mélange de l'oseille hachée, sont un aliment utile». Les médecins et hygiénistes déconseillent absolument de consommer des œufs à l'oseille cuite dans une casserole en cuivre.

## Un plat populaire
Anne d'Autriche aimait les œufs à l'oseille, surtout ceux de cane. La fréquence du terme œufs à l'oseille dans les journaux est la plus forte de 1875 à 1915, avec un regain d'intérêt de 1920 à 1940 principalement à cause de sa présence dans les menus des restaurants. D'une part c'est un plat pour les jours maigres, pendant le carême 1757, sous la Pompadour, le menu maigre avait parmi les 8 hors-d’œuvres: omelette aux croûtons, moules en matelote, œufs à l’oseille, merluche à la provençale, œufs au beurre noir, harengs de Boulogne, petits pâtés d’œufs, d’haricots, de saumon fumé. D'autre part, il appartient aux rubriques La cuisine pour tous (Le Radical, Menu du 21 février 1900. Déjeuner: Œufs à l'oseille; Morue aux pommes de terre. Veau froid en gelée. Salade. Dessert.), c'est un plat bon marché sans contre-indication, l'oseille fait partie des verdures potagères les plus communes sous tous les climats, l'oseille convient à tous, «aux fiévreux et aux convalescents. Elle rafraîchit et réveille. On la conseillait aux gens échauffés ou aigris».

## Déclinaisons et variantes

### Les recettes italiennes
L'Apicio moderno (1790) donne des recettes originales qui associent œufs et oseilles:
- L'Uova al sugo d'acetosa est entre un œufs brouillé (sans le blanc) et un appareil à flanc (sans lait)  «Prenez de l'oseille, pilez-la au mortier pour obtenir un bon demi-verre de sauce, passez la au tamis, ajoutez trois jaunes d'œufs crus, un bon morceau de beurre, du sel, du poivre concassé, de la muscade; mettre sur le feu sans bouillir, en prenant soin que les œufs ne se déchirent pas, et servir sur les œufs dilués dans l'eau, bien parés et égouttés»[31].

- et la toujours actuelle Frittata con acetosa - Frittata all'acetosa (Frittata alla farca)[32] qui est une omelette cuite des deux côtés.

Antonio Nebbia (1820) propose
- les œufs blanchis sauce à l'oseille qui sont des œufs miroir salés nappés d'une sauce à l'oseille[33].

### Variantes
- Les œufs à la française (Ferdinand Grandi - 1898) sont une purée d'oseille cuite au bain-marie avec un œuf entier et quatre jaunes. Après démoulage, on garni d'œufs pochés de sauce brune (jus de viande lié)[34].
- «On les met aussi [les œufs durs] sur les purées de pois, de lentilles, de céleri, la chicorée et les épinards»[35],
- La salsa di Dragoncello est un mélange estragon-oseille lié sur lequel on casse des œufs au plat (1845)[36],
- Les Œufs farcis de leur jaune mélangé d'oseille cuite et de mayonnaise sont servis froids.

## Anthologie
- Agnès Desquand. Boire et manger en Sancerrois au temps de la cuisine à l'âtre. Paris. Ecole du Louvre.1976[37]

« L'oseille fut longtemps la seule plante dont la feuille cuite à l'eau assaisonnée au beurre, à la crème était servie sous le nom de farce à l'oseille avec des œufs durs. (B. 38, M. Magnon dans Claude Seignolle) »

- F. Decé. L'Intermédiaire des chercheurs et curieux, Paris. 1914[38].

« Je suis l'oseille ! A vous le second vers, fit-il.
Et je répliquai: Digne compagne de l'œuf dur,
et il continua, poursuivant sa rime: Dans le fricandeau, j'fais merveille. J'achevai: Et j'suis l'ami le plus sûr. Après quoi tous deux de reprendre en chœur:  Car... Je suis l'oseille !
Depuis 1874, le couplet de l'Oseille s'est chanté partout, Coppée et moi étions des gens très désintéressés aussi, jamais nous n'avons réclamé de droits d'auteur. »